# Maabaidhoo
Maabaidhoo är en ö i Haddhunmathiatollen i Maldiverna.  Den ligger i administrativa atollen Laamu atoll, i den centrala delen av landet, 240 km söder om huvudstaden Malé.